# Des amis comme les miens
Pour plus de détails, voir Fiche technique et Distribution.
Des amis comme les miens (Such Good Friends) est un film américain réalisé par Otto Preminger, sorti en 1971.

## Synopsis
Après une intervention chirurgicale, Richard Messinger, un New-yorkais, rédacteur en chef de magazines, se retrouve dans le coma. Son épouse Julie, deux enfants, découvre alors la vie dissolue et les nombreuses aventures amoureuses de son mari, notamment avec ses amies. Elle apprend aussi que, dans les épreuves, elle ne doit pas compter sur son entourage.
L'état de Richard s'aggrave, mais quand il meurt, Julie est prête à faire face à l'avenir.

## Fiche technique
- Titre original : Such Good Friends
- Titre français : Des amis comme les miens
- Réalisation : Otto Preminger
- Scénario : Elaine May et David Shaber (en) d'après le roman éponyme de Lois Gould (en)
- Image : Gayne Rescher
- Décors : Rouben Ter-Arutunian (en)
- Musique : Thomas Z. Shepard (en)
- Montage : Moe Howard
- Costumes : Hope Bryce et Ron Talsky
- Production : Otto Preminger, Erik Lee Preminger (en), Nat Rudich
- Société de production : Sigma Productions (Otto Preminger Films)
- Pays d'origine :  États-Unis
- Format : Couleurs - 35 mm - 1,78:1 - Mono
- Genre : comédie dramatique
- Durée : 101 minutes
- Dates de sorties : 
  - États-Unis : 16 décembre 1971
  - France : 23 août 1973

## Distribution
- Dyan Cannon : Julie Messinger
- James Coco : Dr. Timmy Spector
- Jennifer O'Neill : Miranda Graham
- Ken Howard : Cal Whiting
- Nina Foch : Mme Wallman, la mère de Julie
- Louise Lasser : Marcy Berns
- Burgess Meredith : Bernard Kalman
- Sam Levene : Oncle Eddie
- William Redfield : Barney Halsted
- Rita Gam : Doria
- Elaine Joyce : Marian Spector
- Doris Roberts : Mme. Gold
- James Beard (en) : Dr. Mahler
- Virginia Vestoff (en) : Emily Lapham
- Laurence Luckinbill (en) : Richard Messinger
- Oscar Grossman : le portier
- Salome Jens (non créditée) : une donneuse de sang à l'hôpital

## Appréciation
« Preminger nous donne avec Such Good Friends son meilleur film depuis Bunny Lake a disparu, éclairant et justifiant aux yeux de ceux qui avaient pu s'en inquiéter certains de ses choix esthétiques des dernières années. Fidèle à lui-même, il réussit à capter une atmosphère spécifiquement contemporaine dans ce qu'elle peut avoir de plus stimulant à offrir sur le plan dramatique. Son film s’inscrit dans le contexte d’un cinéma typiquement new-yorkais que des cinéastes plus jeunes ont pu récemment nous faire connaître. »

— Olivier Eyquem, Positif, juin 1973